# Pablo Machín Díez
Pablo Machín Díez (Sòria, 7 d'abril de 1975), esportivament conegut com a Machín, és un entrenador de futbol sorià, que ha dirigit entre d'altres equips el Girona CF, el Sevilla FC i el RCD Espanyol.

## Trajectòria

### Com a jugador
Com a futbolista, Pablo Machín va jugar dues temporades en la posició de lateral dret quan el CD Numancia militava a segona divisió B en la dècada dels 90. Va haver de retirar-se als 23 anys per una lesió de genoll.

### Inicis
Ja com a tècnic, i des de l'any 2000, va passar onze anys entrenant a les categories inferiors i fins i tot al filial, el CD Numancia B, a tercera divisió, amb el qual va jugar el play-off d'ascens; i exercint al seu torn com a segon entrenador de l'equip durant les últimes temporades al costat de Gonzalo Arconada, Sergije Krešić, Pacheta i Juan Carlos Unzué.

#### CD Numancia
L'1 de juny de 2011, el CD Numancia es decanta per ell, com un home de la casa, per entrenar al primer equip la temporada 2011-12. L'ajudant de Juan Carlos Unzué va prendre les regnes del conjunt sorià i amb Juan Carlos Moreno Rodríguez com a segon entrenador. Després d'una temporada irregular, alternant bons resultats com a local i dolents com a visitant, però tranquil a la zona mitja de la classificació (10a posició final), el club sorià va decidir renovar-lo. En la temporada 2012-13, el Numancia no va canviar la seva dinàmica i va finalitzar altra vegada en terra de ningú a la classificació (12è classificat). Machín va deixar de ser tècnic de l'equip en acabar la temporada.

#### Girona FC
El 9 de març de 2014, el Girona Futbol Club confirma a Pablo Machín com a nou tècnic amb l'objectiu d'aconseguir la permanència a la segona divisió. Encara que es va fer càrrec de l'equip gironí quan era el cuer d'en la jornada 29, va aconseguir mantenir-lo en la categoria de plata en guanyar l'últim partit, sumant 21 punts de 39 possibles (el 53,85%). Tres dies després de la salvació, va ser renovat per dues temporades més.
La temporada següent, la 2014-15, una de les millors temporades del club a la divisió de plata en tota la seva història. El 6 de setembre del mateix any, Machín celebra 100 partits com a tècnic amb una victòria per 2-0 davant del CD Tenerife, aconseguint guanyar els tres primers partits de la temporada amb el Girona, cosa que no havia aconseguit mai el conjunt blanc-i-vermell a la categoria de plata. L'1 de març de 2015, el conjunt gironí guanya el CD Numancia, aconseguint 51 punts que bastarien per assegurar la permanència i fan que Machín superi el rècord de punts d'un entrenador del Girona en una temporada que tenia Rubi, sumant els 13 partits del curs anterior i els 27 d'aquest. El Girona, amb el segon pressupost més baix de la categoria, va arribar com a 2n classificat a l'última jornada de Lliga, però va empatar (1-1) contra el CD Lugo i va perdre l'ascens directe a favor de l'Sporting de Gijón. En la promoció d'ascens, l'equip gironí va ser eliminat pel Reial Saragossa en semifinals, a causa de la regla del gol en camp contrari. Després d'aquesta gran temporada culminada amb la decepció de no aconseguir l'ascens, club i entrenador van tornar a renovar el seu contracte.
En la temporada 2015-16, l'equip gironí no és capaç de repetir els mateixos resultats que el curs anterior i acaba la primera volta fregant els llocs de descens. No obstant això, en la segona volta l'equip entra en una dinàmica positiva, i amb només dues derrotes en tota la segona part del campionat, acaba obtenint el 4t lloc en la classificació, la qual cosa li permet tornar a disputar la promoció d'ascens. Encara que a semifinals va aconseguir eliminar el Córdoba CF amb resultats de 2-1 i 3-1, finalment va caure a la ronda final de la promoció d'ascens davant el CA Osasuna, perdent els dos partits (2-1 i 0-1).
El Girona va començar la temporada 2016-17 mostrant una trajectòria irregular, però a partir de l'11a jornada va entrar en una bona ratxa que li va permetre acabar la primera volta del torneig ocupant el 2n lloc de la taula (lloc d'ascens directe). Finalment, el 4 de juny de 2017, el Girona FC va assolir l'ascens a la primera divisió per primer cop a la seva història.
L'agost de 2017 el Girona va ampliar el contracte amb Machín per un any més, fins al 30 de juny del 2019. El 28 de maig de 2018, després d'una brillant temporada a la primera divisió, en què l'equip va quedar 10è, va executar la seva clàusula de rescissió, d'un milió d'euros, per desvincular-se del club gironí.

#### Sevilla FC
El mateix dia va signar com a nou tècnic del Sevilla FC. Després d'un mal inici de temporada, i després de perdre contra l'Praga, Pablo Machín va ser destituït com a tècnic el dia 15 de març del 2019.

#### RCD Espanyol
El 7 d'octubre de 2019, Machín fou nomenat entrenador del RCD Espanyol, substituint el cessat David Gallego, i va signar amb el club un contracte per dues temporades. Va ser destituït del seu càrrec el dia 23 de desembre del 2019, després de perdre conta el CD Leganés per 2-0, cosa que deixava l'equip cuer de la lliga en solitari. Amb ell fou cessat tot l'equip d'entrenadors, amb Jordi Guerrero, Jordi Balcells i Carles Martínez.
El 22 de juliol de 2020, Machín fou fitxat pel Qingdao Huanghai FC de la superlliga xinesa de futbol, però va deixar el club vuit dies després, per raons personals. El 5 d'agost, va substituir Juan Muñiz al capdvant del Deportivo Alavés de primera divisió, però fou cessat el 12 de gener de 2021.
El 31 de gener de 2021, Machín fou nomenat entrenador del club saudita Al-Ain FC. Cinc mesos després va fitxar per l'Al-Raed FC, del mateix país.